# 중앙로 (옥천군)
중앙로(Jungang-ro)은 충청북도 옥천군 옥천읍 옥천역네거리 에서 옥천읍 문정사거리을 연결하는 도로이다.

## 노선 경로
| 이름           | 접속 노선                   | 소재지 | 소재지 | 사진 | 비고 |
| -------------- | --------------------------- | ------ | ------ | ---- | ---- |
| 옥천역네거리   | 국도 제4호선 (옥천로)       | 옥천군 | 옥천읍 |      |      |
| 옥천교         |                             | 옥천군 | 옥천읍 |      |      |
| (이름없음)     | 지방도 제501호선 (금장로)   | 옥천군 | 옥천읍 |      |      |
| 삼금교         |                             | 옥천군 | 옥천읍 |      |      |
| 통계청사거리   | 삼양로                      | 옥천군 | 옥천읍 |      |      |
| 향수공원오거리 | 동부로 경부고속도로 제1호선 | 옥천군 | 옥천읍 |      |      |
| 옥천상고사거리 |                             | 옥천군 | 옥천읍 |      |      |
| 문정삼거리     | 지용로                      | 옥천군 | 옥천읍 |      |      |
| 문정사거리     | 성왕로 향수길               | 옥천군 | 옥천읍 |      |      |

## 주요 건물 및 시설

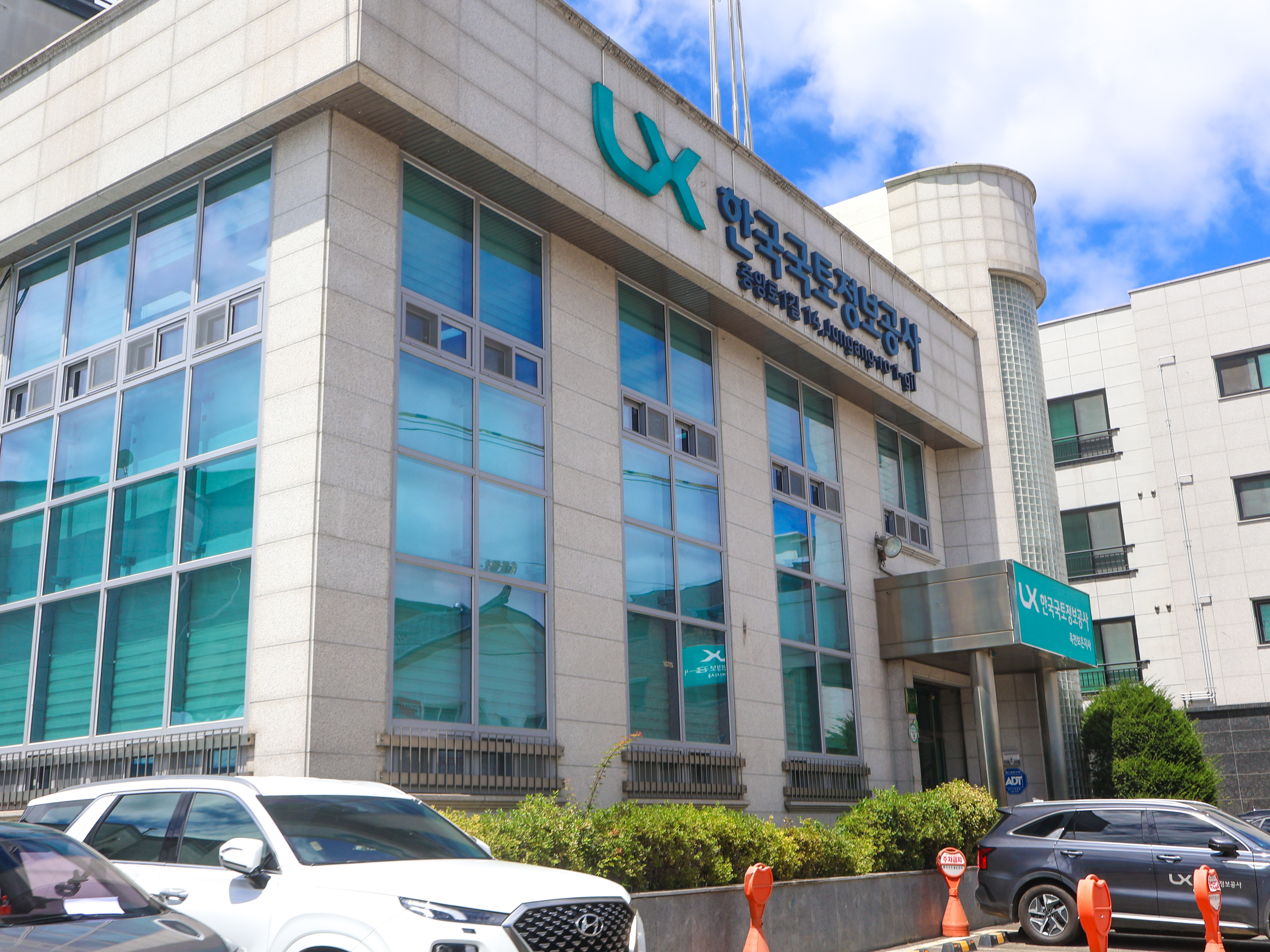
한국국토정보공사 옥천보은지사 (2024년 7월)

- 옥천우체국 (중앙로 3/금구리 112-27)
- CU 옥천역점 (중앙로 4.금구리 135-2)
- KB국민은행 옥천지점 (중앙로 33/금구리 160-5)
- KT 누리정보통신 옥천점 (중앙로 36/금구리 12-4)
- 파리바게뜨 충북옥천점 (중앙로 42/금구리 14-1)
- 롯데리아 옥천점 (중앙로 45/금구리 8-6)
- KT 디와이정보 옥천점 (중앙로 46/금구리 17-4)
- 이삭토스트 충북옥천점 (중앙로 54/금구리 21-2)
- 충청지방통계청 청주사무소 옥천분소 (중앙로 64/금구리 3-1)
- 옥천성당 (중앙로 91/삼양리 158-2)
- 청주지방법원 옥천군법원 (중앙로 96/문정리 451-4)
- 옥천군청 (중앙로 99/삼양리 174)
- 농협 옥천군청출장소 (중앙로 99/삼양리 174)
- GS칼텍스 고속주유 중도석유 (중앙로 111/삼양리 153-7)
- 옥천고등학교 (중앙로 115/삼양리 115-4)
- 옥천휴게소 (중앙로 135/삼양리 84)
- SK에너지 내트럭 옥천사업소주유소 (중앙로 135/삼양리 84)
- 옥천소방서 (중앙로 132/문정리 439)
- 한국농어촌공사 옥천영동지사 (중앙로 155/문정리 234-1)
- 투썸플레이스 충북옥천점 (중앙로 159/문정리 234-3)
- SK에너지 문정주유소 (중앙로 175/문정리 125-2)
- 현대자동차 블루핸즈 옥천동부점 (중앙로 190/문정리 115-2)
- 한국국토정보공사 옥천보은지사 (중앙로1길 14/금구리 114-10)

## 갤러리

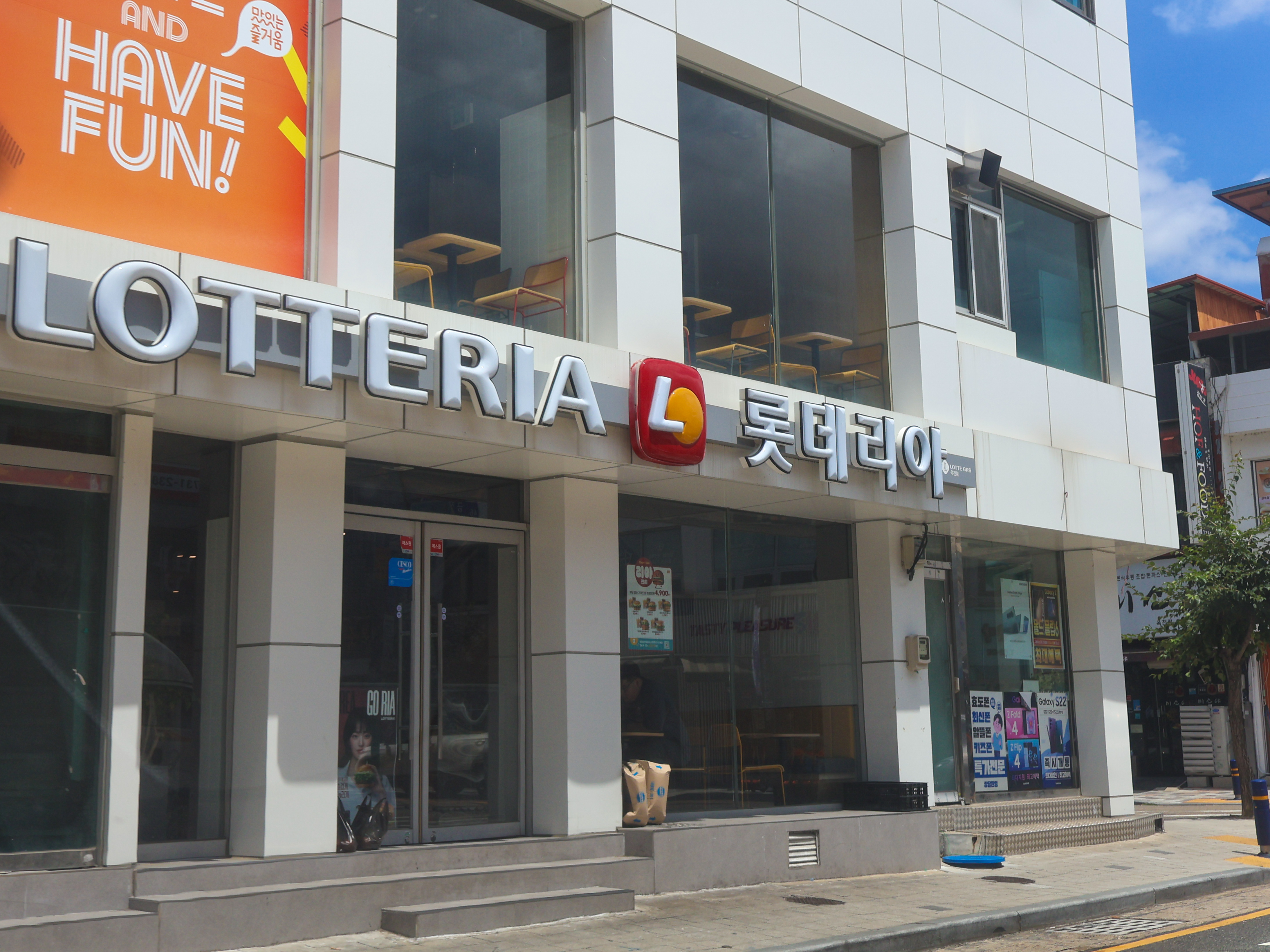
롯데리아 옥천점
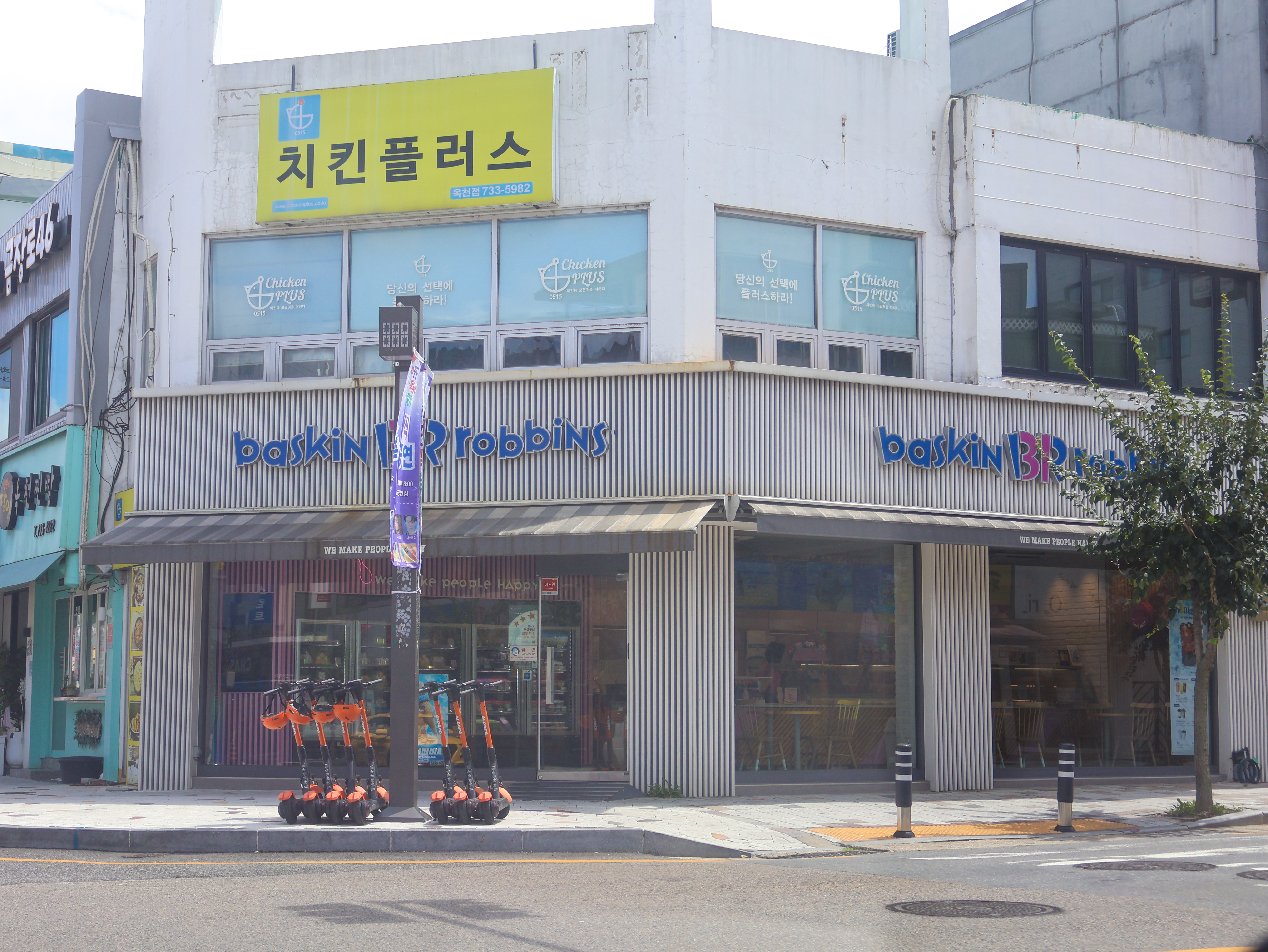
배스킨라빈스 옥천점
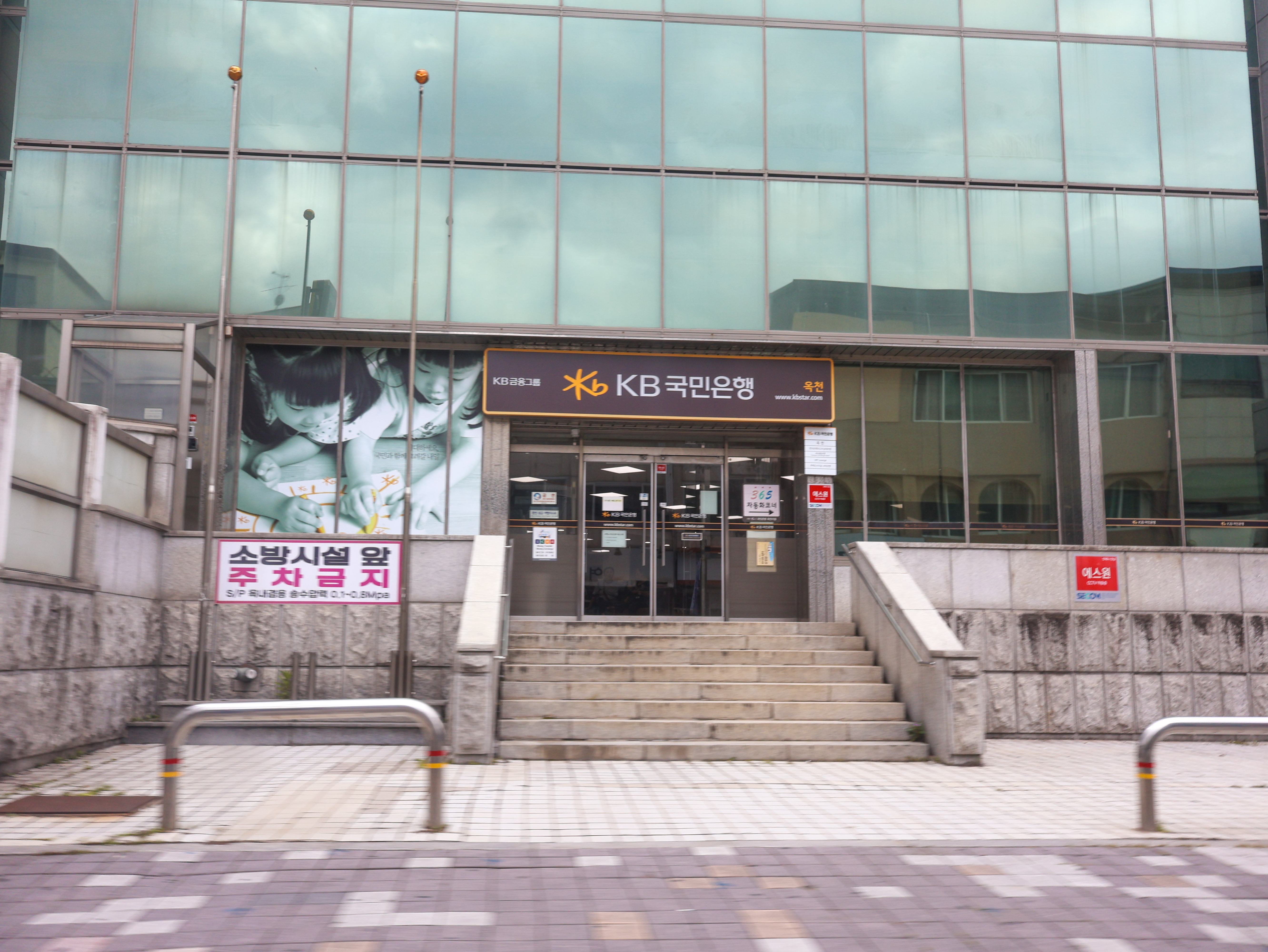
국민은행 옥천출장소
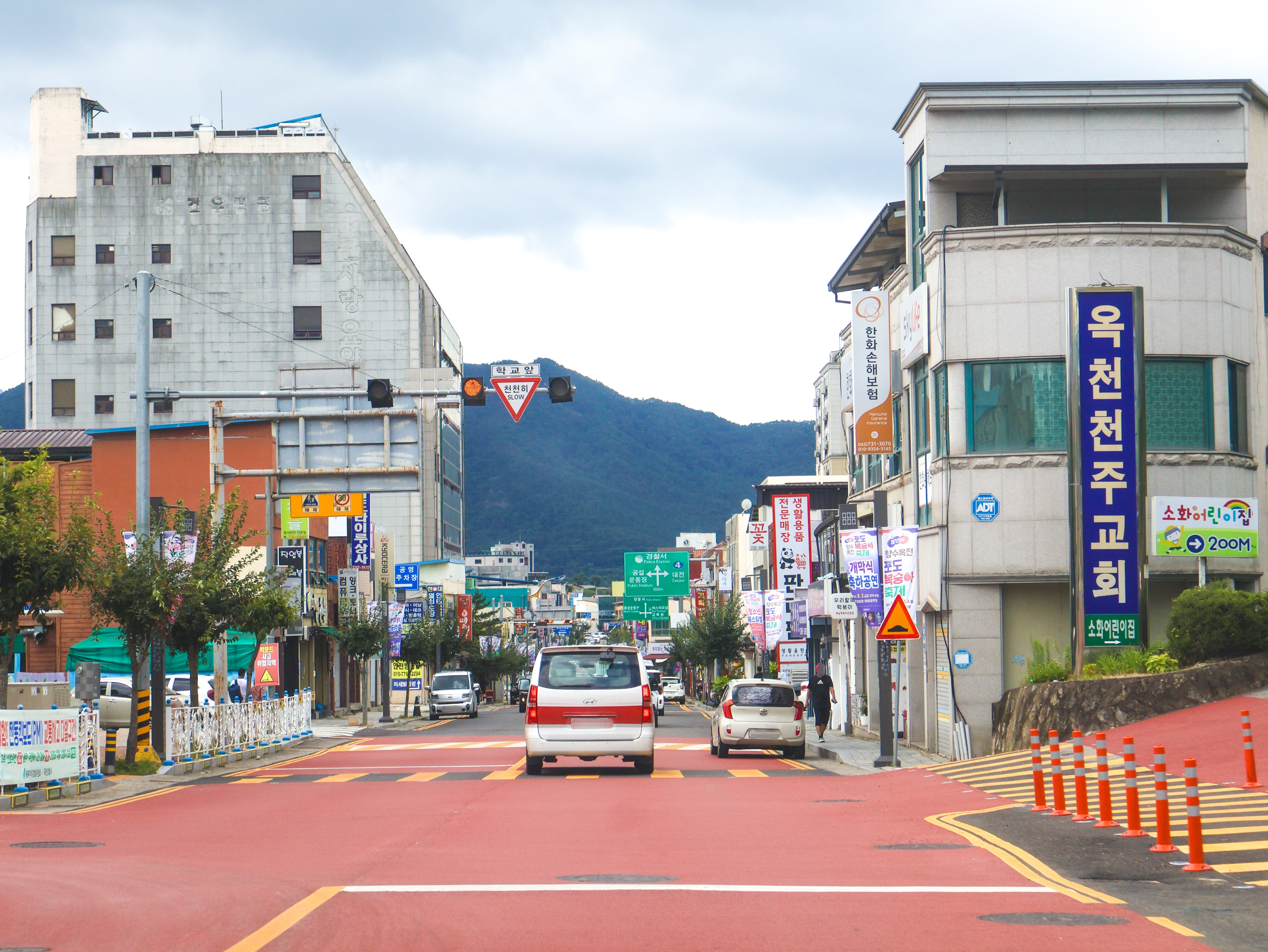
어린이보호구역
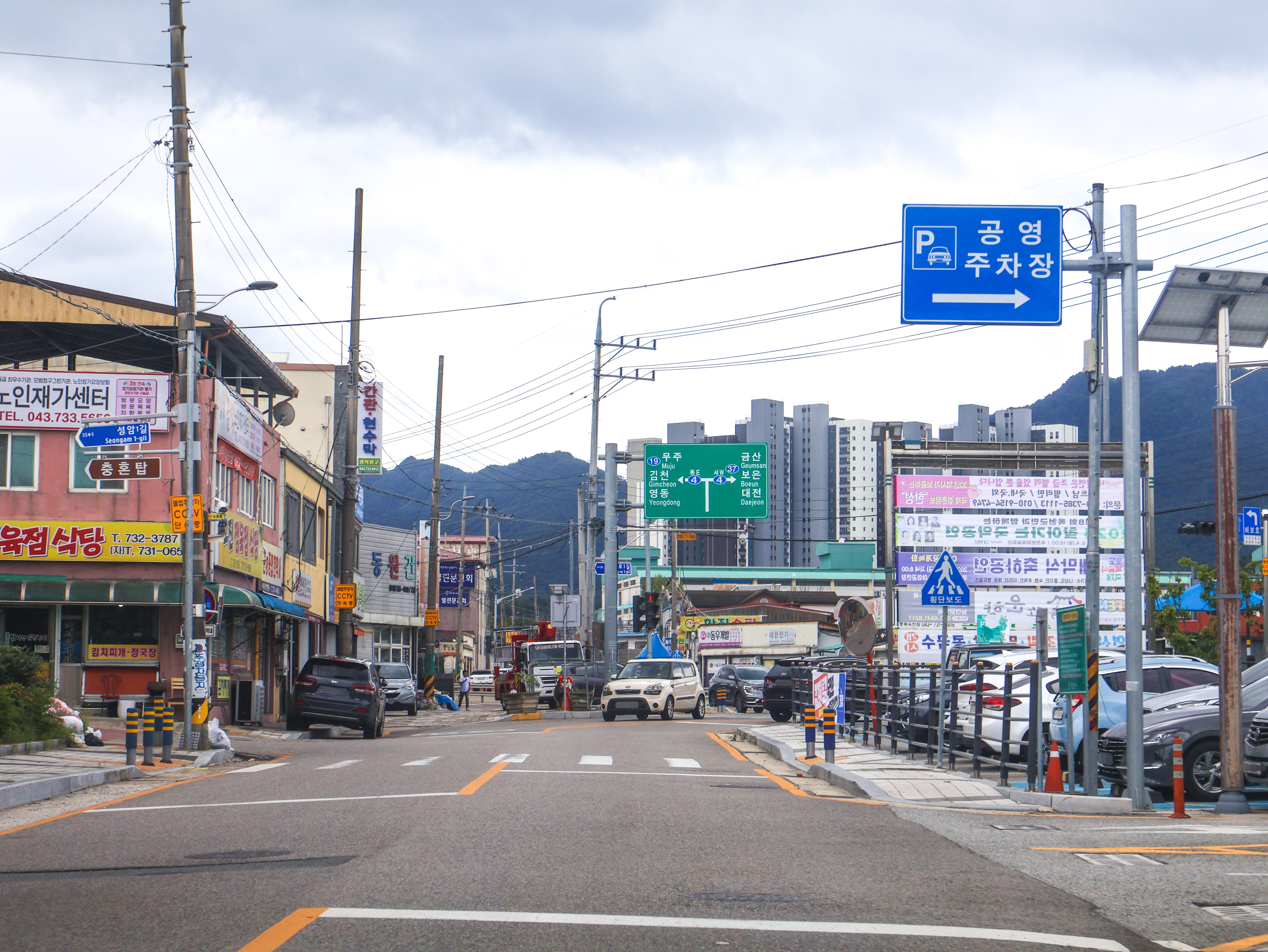
중앙로1길
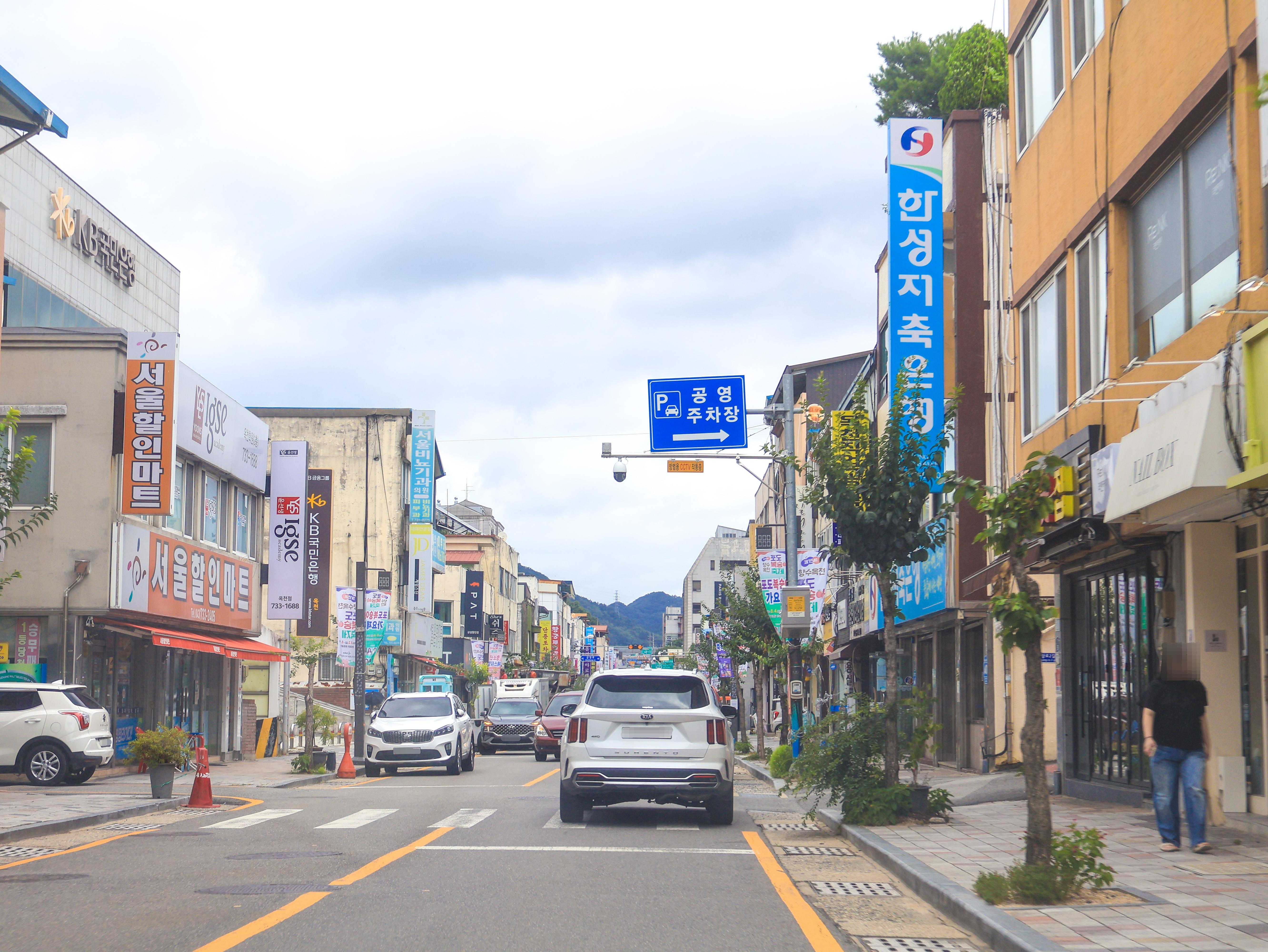
시내
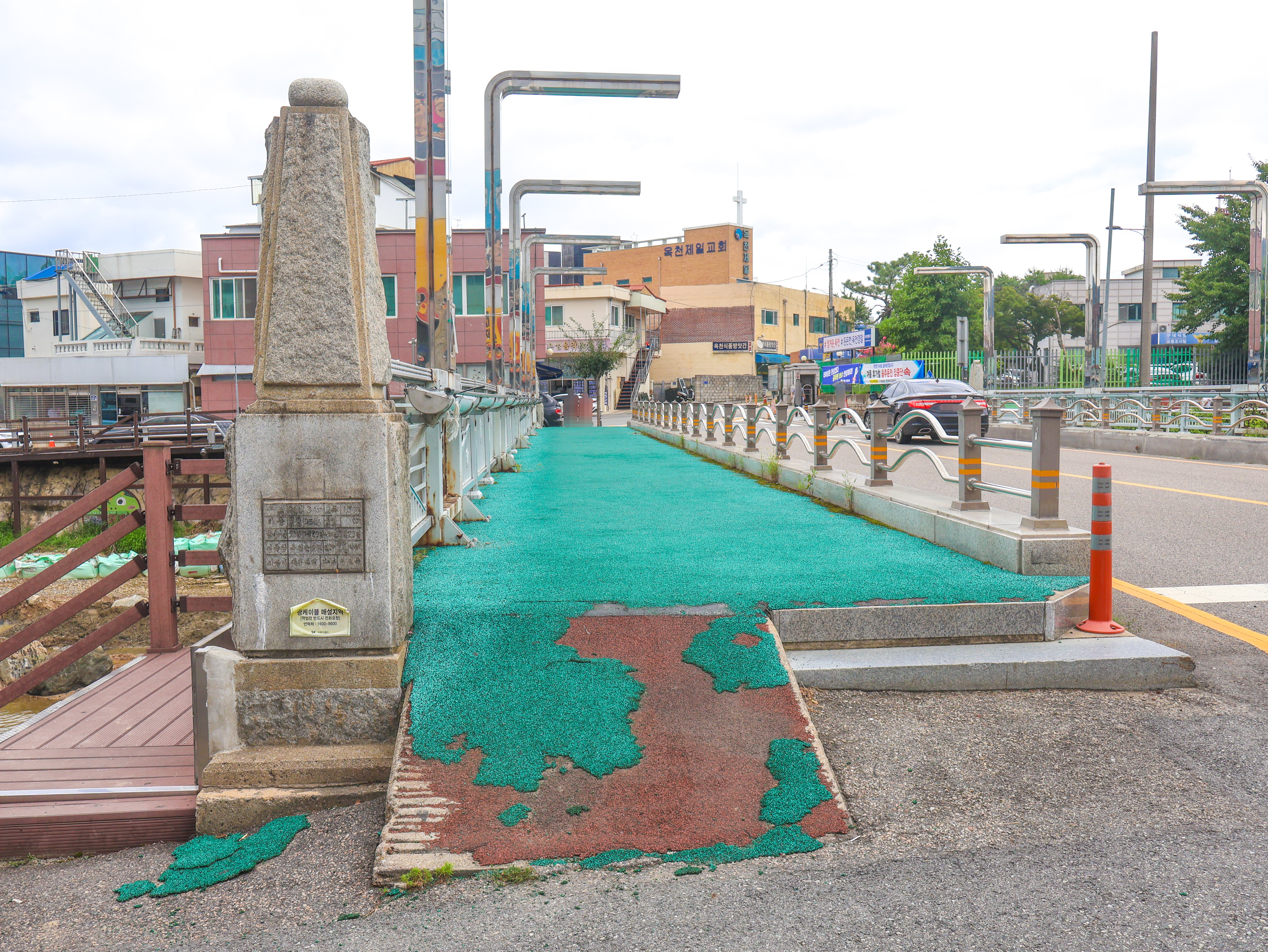
옥천교
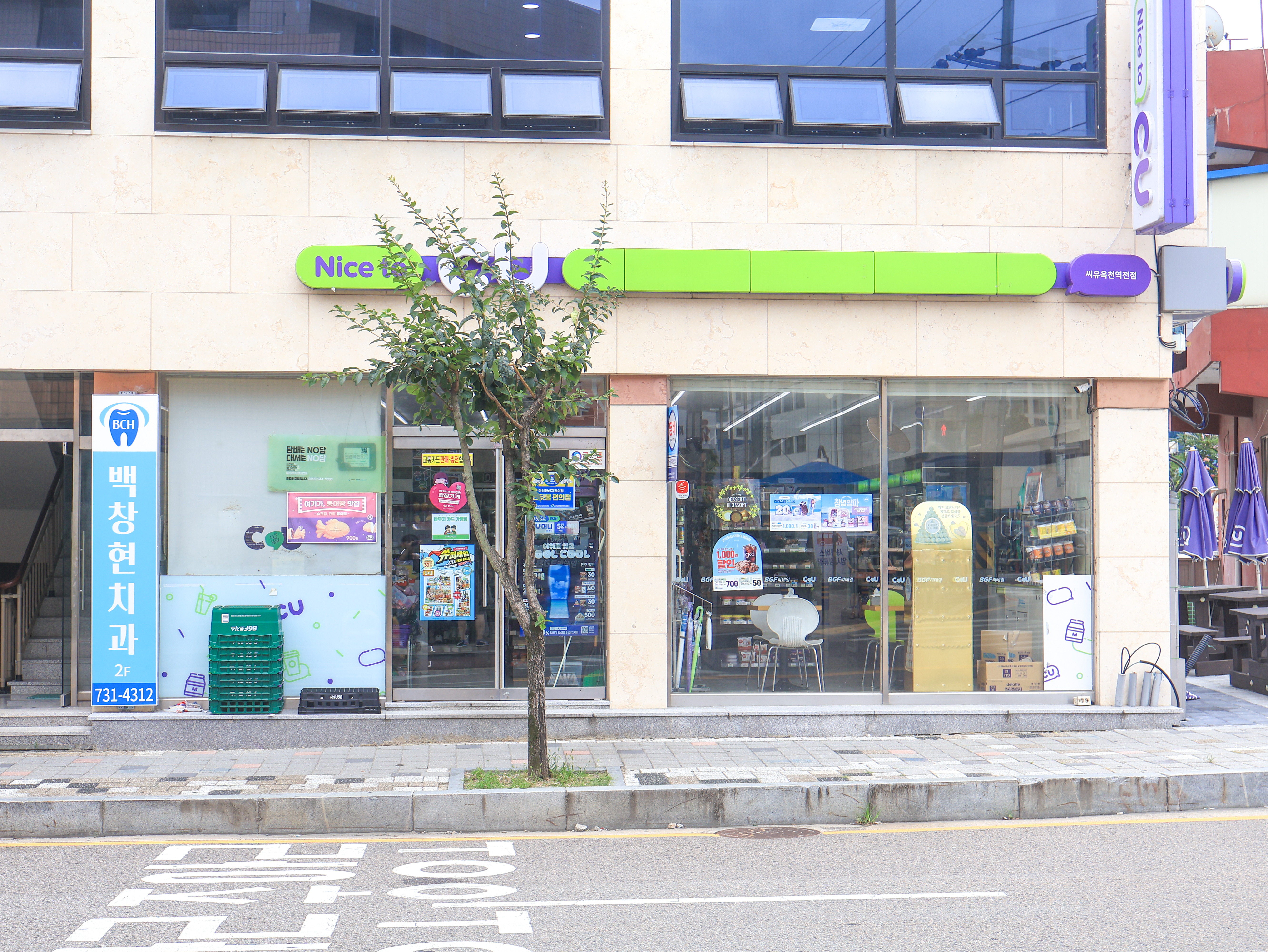
CU 옥천역전점